# Medigreif Unternehmensgruppe

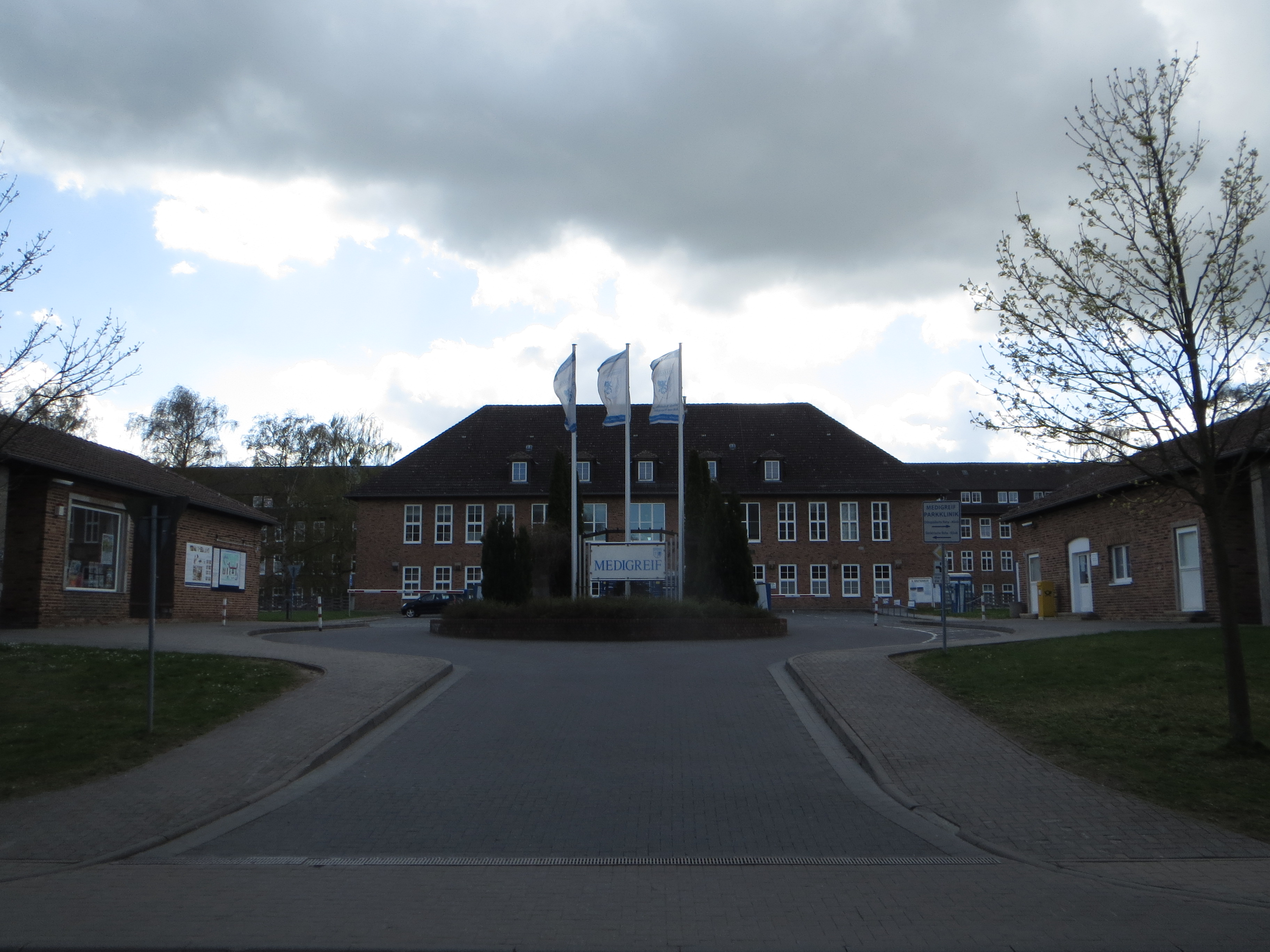
Unternehmenssitz in Greifswald

Die Medigreif Unternehmensgruppe mit Hauptsitz in Greifswald ist ein Krankenhausträger sowie ein Bildungsträger. Gegründet wurde die Medigreif durch Dietmar Enderlein, der auch als Vorstandsvorsitzender fungiert. Der Sitz in Greifswald befindet sich in den Liegenschaften der Ende 1990 aufgelösten Militärmedizinischen Sektion an der Universität Greifswald.
Zum Verbund, der im März 1990 als GmbH entstanden ist und 23 Unternehmen mit Geschäftstätigkeit an 18 Standorten umfasst, gehörten unter anderem vier Krankenhäuser und zwei Medizinische Versorgungszentren in Sachsen-Anhalt sowie ein Krankenhaus und fünf Rehabilitationskliniken in Mecklenburg-Vorpommern, medizinische Fachhäuser in verschiedenen Städten und darüber hinaus in Greifswald ein Gesundheits- und Sozialzentrum, eine Berufsfachschule und ein privates Gymnasium, ein Seniorenwohnheim, ein Gesundheitssport- und Wellnesszentrum sowie ein Hotel. 2010 erwarb die Rhön-Klinikum AG 94 % der Anteile der in Sachsen-Anhalt aktiven Medigreif-Tochter BKIG, die 2014 an die Helios Kliniken weiterveräußert wurden.
Die Gesamtzahl der Mitarbeiter in allen Unternehmen des Verbundes lag 2007 bei rund 1850, der Erlös betrug rund 146 Millionen Euro.